# 380 aC
El 380 aC va ser un any del calendari romà prejulià. En aquell temps, era conegut com a any del tribunat de Publícola, Potit Publícola, Maluginense, Lanat, Pètic i Mamercí (o, més rarament, any 374 ab urbe condita o de la fundació de la ciutat). L'ús del nom «380 aC» per referir-se a aquest any es remunta a l'alta edat mitjana, quan el sistema Anno Domini va ser el mètode de numeració dels anys més comú a Europa.

## Esdeveniments

### Antiga Grècia
- Cleòmbrot va succeir al seu germà Agesípolis I, que havia mort d'unes febres, com a rei d'Esparta.[2]
- Agesípolis va substituir a Telèuties quan aquest va morir atacant Olint. Va ocupar Torone per assalt però en mig de la campanya li van agafar unes febres que li van causar la mort en set dies, quan era a Afitis, a la península de Pal·lene.[3]

### Antiga Roma
- Aquest any són elegits a Roma sis tribuns amb potestat consular: Luci Valeri Publícola, Publi Valeri Potit Publícola, Servi Corneli Maluginense, Luci Meneni Lanat, Gai Sulpici Pètic i Luci Emili Mamercí.[4]
- Tit Quinti Cincinnat Capitolí va ser nomenat dictador per lluitar contra els habitants de Praeneste, prop del riu Àl·lia. Va triar com a magister equitum a Aulus Semproni Atratí. Atratí va dirigir el primer atac, i Titus Livi diu que els praenestins no van poder resistir els impactes de la cavalleria i de la infanteria romanes.[5]
- Els romans ocupen la ciutat de Velitres, conquerida l'any anterior (381 aC).[6]

## Naixements
- Darios III de Pèrsia, darrer rei aquemènida de l'Imperi Persa (data aproximada).[7]

## Necrològiques
- Agesípolis I, rei d'Esparta. Quan atacava la ciutat d'Olint va emmalaltir per unes febres i va demanar que el portessin al temple de Dionís, a la ciutat d'Afitis. El van portar fins allà, però va morir al setè dia fora del santuari. El seu cos va ser submergit en mel i el van portar a Esparta, on el van enterrar.[8]